# Kłanino (Bobolice)
Kłanino (deutsch Klannin) ist ein Dorf bei Bobolice (Bublitz) im Powiat Koszaliński der polnischen Woiwodschaft Westpommern.

## Geographische Lage
Kłanino (Klannin) liegt in Hinterpommern, etwa 17 Kilometer nordwestlich von Bobolice (Bublitz) und 26 Kilometer südöstlich von Koszalin (Köslin) am Teilabschnitt Koszalin – Bobolice (Köslin – Bublitz) der polnischen Landesstraße 11 (ehemalige deutsche Reichsstraße 160). Nachbardörfer sind Grzybnica (Alt Griebnitz) im Nordwesten, Dobrociechy (Dubbertech) im Süden und Ubiedrze (Ubedel) im Südosten.

## Geschichte

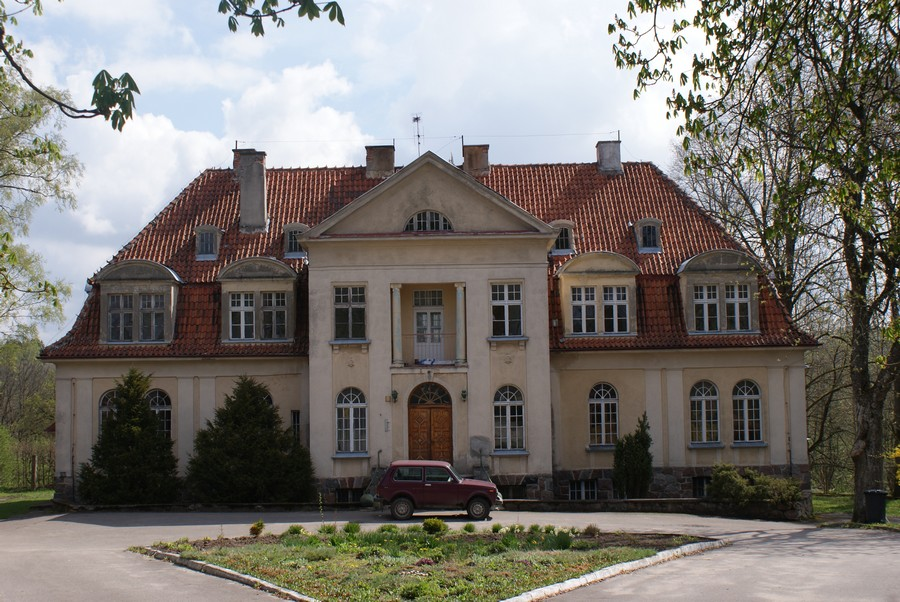
Ehemaliges Gutshaus Klannin

Klannin, früher auch Clannin, war ursprünglich ein Kirchdorf, zu dem ein Vorwerk gehörte. Um 1780 gab es in dem Dorf außerdem 14 Bauern, einen Prediger, einen Küster und insgesamt 21 Feuerstellen (Haushalte). Um 1865 gab es in dem Ort 37 Wohnhäuser, 35 Wirtschaftsgebäude und eine Schule.
Das Rittergut Klannin war in früheren Zeiten ein Lehen der Familie von Ristow gewesen. Es gehörte anschließend dem Stiftsvoigts Anton von Bonin, der es an andere Mitglieder der Familie Bonin weitergab. Weitere Zwischenbesitzer waren danach die Familien von Münchow und von Böhn. 1753 wurde das Gut von dem preußischen Generalleutnant Anselm Christoph von Bonin aufgekauft. Danach kam es in den Besitz der Familie von Hellermann und anschließend in den Besitz der Familie von Gaudecker.
Bis 1945 bildete Klannin eine Gemeinde im Kreis Köslin in der preußischen Provinz Pommern. Zur Gemeinde gehörten neben Klannin die Wohnplätze Forsthaus Grünhaus, Friedrichshof, Grandhof, Riegnitz, Theresienhof und Vorwerk Klannin.
Gegen Ende des Zweiten Weltkriegs wurde die Region im Frühjahr 1945 von der Roten Armee besetzt und anschließend – wie ganz Hinterpommern – unter polnische Verwaltung gestellt. Die deutschen Einheimischen wurden bis circa 1947 vertrieben und durch zuwandernde Polen ersetzt.
Heute gehört der Ort zur Gmina Bobolice (Stadt- und Landgemeinde Bublitz), in der er ein eigenes Schulzenamt bildet.

## Entwicklung der Einwohnerzahl
- 1860: 360[6]
- 1867: 454

## Persönlichkeiten
- Wilhelm von Hellermann (1810–1889), preußischer Landrat und Politiker, war Eigentümer des Guts Klannin.